# Lisabonská strategie
Lisabonská strategie byla přijata Evropskou radou v březnu roku 2000 v Lisabonu s cílem vytvořit z Evropské unie do roku 2010 „nejdynamičtější a nejkonkurenceschopnější ekonomiku světa založenou na znalostech, schopnou udržitelného hospodářského růstu, vytváření více kvalitních pracovních příležitostí a zachovávající sociální soudržnost“. 

## Cíle a postup
K dosažení tohoto cíle se Unie rozhodla zaměřit na tyto oblasti:
- Ekonomika a společnost založená na znalostech: opatření pro vytváření informační společnosti, výzkum a technologický rozvoj, strukturální reformy pro zvýšení konkurenceschopnosti, inovace a dokončení vnitřního trhu.
- Modernizace evropského sociálního modelu: investice do lidí a omezení vylučování ze společnosti.
- Zdravá ekonomická perspektiva a příznivý růstový výhled ekonomiky: makroekonomická opatření.

Bývalý nizozemský ministerský předseda Wim Kok vedl mezi dubnem a listopadem 2004 tým, který zrevidoval Lisabonskou strategii a prezentoval zprávu udávající reformám nový impuls. Evropská komise na základě této zprávy vyhlásila, že sociální aspekt a aspekt životního prostředí nebudou nadále prioritou s tím, že se těžiště Lisabonské strategie přesouvá do ekonomického rozvoje Evropské unie.
Česká republika přijala Národní Lisabonský program 2005–2008 v září 2005 v dokumentu Národní program reforem České republiky a tím se zavázala k plnění revidované Lisabonské strategie.

## Výsledek
Hlavní cíl - vytvořit do roku 2010 nejdynamičtější a nejkonkurenceschopnější ekonomiku světa naplněn nebyl a proto je realizace dokumentu považována za jeden z velkých neúspěchů Evropské unie.